# Eupithecia turbanta
Eupithecia turbanta là một loài bướm đêm trong họ Geometridae.